# Алексеев, Яков Саввович
Я́ков Са́ввович Алексе́ев (укр. Яків Савович Алексєєв; 25 декабря 1919 — 18 января 1998) — гвардии сержант Красной Армии, командир пулемётного отделения в годы Великой Отечественной войны, Герой Советского Союза (3.06.1944; за мужество и героизм, проявленные в боях в районе Бугского лимана).

## Биография
Родился 25 декабря 1919 года в селе Кузьмин ныне Городецкого района Хмельницкой области в семье крестьянина. Украинец. Член КПСС с 1953 года. Окончил неполную среднюю школу. С 1935 года работал в колхозе.
В 1939 году призван в ряды Красной Армии. В боях Великой Отечественной войны с 1941 года. Воевал в составе 1-го гвардейского укреплённого района на Южном, 3-м и 4-м Украинском фронтах.
В марте 1944 года войска 28-й армии перешли в наступление в районе Николаева — Очакова. 15 марта 1944 года пулемётчики под командованием Я. С. Алексеева успешно форсировали Бугский лиман и захватили плацдарм на его правом берегу. Закрепляя успех, бойцы штурмом овладели сильно укреплённым пунктом противника на берегу Лимана — селом Лупорева Балка.
Гитлеровцы подтянули более двух полков и контратаковали позиции группы смельчаков. Отважные воины за непродолжительное время отбили несколько контратак. Но враг продолжал наседать. Ценой больших усилий фашистам удалось вклиниться в позиции группы. Возникла угроза окружения.
В этот критический момент боя гвардии сержант Я. С. Алексеев проявил личную инициативу и мужество. Под сильным артиллерийским и пулемётным огнём противника он со станковым пулемётом занял открытую огневую позицию и начал в упор расстреливать гитлеровцев.
Враг открыл по смельчаку миномётный огонь. Осколком мины был убит наводчик. Но Я. С. Алексеев занял место у пулемёта и стал косить гитлеровцев, не давая им возможности продвигаться вперёд. Окружённый со всех сторон, Я. С. Алексеев продолжал стрелять. Его ранило в ногу. Но пулемёт смельчака не умолкал. Рядом разорвался снаряд. Пулемёт был повреждён. Я. С. Алексеев контужен. Тогда собрав последние силы, он швырнул гранату в группу фашистов.
Вдохновлённые подвигом гвардии сержанта, другие воины бросились на врага и разгромили его. В этом ожесточённом бою Я. С. Алексеев лично уничтожил около 50 гитлеровцев. Тяжело раненного и контуженного Я. С. Алексеева отправили в полевой госпиталь.
Указом Президиума Верховного Совета СССР от 3 июня 1944 года за образцовое выполнение боевых заданий командования и проявленные при этом мужество и героизм гвардии сержанту Якову Саввовичу Алексееву присвоено звание Героя Советского Союза с вручением ордена Ленина и медали «Золотая Звезда» (№ 3439).
После окончания Великой Отечественной войны старшина Я. С. Алексеев демобилизовался. Вернулся в Городецкий район. Работал на сахарном заводе, потом — заместителем председателя колхоза в селе Бедрикевка. В 1960 году переехал в Полтаву. Работал контролёром на одном из промышленных предприятий. Вёл большую работу по военно-патриотическому воспитанию молодёжи. Умер 18 января 1998 года.

## Награды
- Медаль «Золотая Звезда» Героя Советского Союза
- Орден Ленина
- Орден Отечественной войны I степени
- Медали, в том числе:
  - Медаль «За победу над Германией в Великой Отечественной войне 1941—1945 гг.»
  - Юбилейная медаль «Двадцать лет Победы в Великой Отечественной войне 1941—1945 гг.»
  - Юбилейная медаль «Тридцать лет Победы в Великой Отечественной войне 1941—1945 гг.»
  - Юбилейная медаль «Сорок лет Победы в Великой Отечественной войне 1941—1945 гг.»

## Память
- Похороненн в Полтаве, на Центральном кладбище.